# Mel Hurtig
Mel Hurtig (Edmonton, 24 juni 1932 – Vancouver, 3 augustus 2016) was een Canadees uitgever en politicus.

## Biografie
Hurtig, zoon van een Roemeense en een Rus, werkte in de bontjassenwinkel van zijn vader en startte in 1956 zijn eigen boekhandel, die hij verkocht in 1972. Toen startte hij zijn eigen uitgeverij, die onder meer The Canadian Encyclopedia uitgaf. Hij verkocht zijn uitgeverij in 1991.
In 1972 was Hurtig kandidaat voor de Liberal Party of Canada van Pierre Trudeau, maar hij werd niet gekozen in het Parlement van Canada. In 1973 brak hij met de partij. Hij verhuisde uiteindelijk naar de National Party of Canada. In de verkiezingen van 1993 kreeg hij opnieuw geen zetel in het parlement.
Hij is geridderd met de Orde van Canada.
In 2002 kwam zijn boek "The Vanishing Country" uit.
Hij overleed in het ziekenhuis van Vancouver op 84-jarige leeftijd.

## Eretekens
- Order of Canada

- Gemeinsame Normdatei: 119518929
- International Standard Name Identifier: 0000 0000 7384 3552
- Library of Congress Control Number: nr89013928
- Nationale Bibliotheek van Letland: 000044848
- Nationale Bibliotheek van Israël: 987011345652005171
- Système universitaire de documentation: 18160390X
- Virtual International Authority File: 18033617
- WorldCat: E39PBJrC9TkQjFrccfHdGwtqcP